# Établissement rural de Pervomaïskoïe (oblast de Léningrad)
L'établissement rural de Pervomaïskoïe est une entité municipale de Russie formée en 2006, du raïon de Vyborg dans l'oblast de Léningrad. Son siège administratif est la localité de Pervomaïskoïe.

## Politique administration
La municipalité est un établissement rural, qui a été créé en 2006. Elle possède sa propre douma et un chef de l'administration,.

## Population
Recensements (*) et estimations de la population,:
| 2010* | 2021* | 2023  | - |
| ----- | ----- | ----- | - |
| 8 628 | 9 796 | 9 935 | - |

## Localités
| Localité       | Nom russe      | Statut    | Population 2010 | Population 2021 |
| -------------- | -------------- | --------- | --------------- | --------------- |
| Gorki          | Горки          | possiolok | 3               |                 |
| Ilitchiovo     | Ильичёво       | possiolok | 1114            |                 |
| Kirovskoïe     | Кировское      | possiolok | 27              |                 |
| Krasnoznamenka | Краснознаменка | possiolok | 0               |                 |
| Leninskoïe     | Ленинское      | possiolok | 1764            |                 |
| Maïnilo        | Майнило        | possiolok | 9               |                 |
| Ogonki         | Огоньки        | possiolok | 23              |                 |
| Ozerki         | Озерки         | possiolok | 8               |                 |
| Olchanki       | Ольшаники      | possiolok | 334             |                 |
| Pervomaïskoïe  | Первомайское   | possiolok |                 | 4469            |
| Podgornoïe     | Подгорное      | possiolok | 277             |                 |
| Rechetnikovo   | Решетниково    | hameau    | 564             |                 |
| Simagino       | Симагино       | possiolok | 11              |                 |
| Tchaïka        | Чайка          | possiolok | 22              |                 |
| Tcherniavskoïe | Чернявское     | possiolok | 3               |                 |